# Daniel Borimirov
Daniel Borimirov Boriszov, bolgárul: Даниел Боримиров Борисов; (Vidin, 1970. január 15. –) bolgár válogatott labdarúgó.
A bolgár válogatott tagjaként részt vett az 1996-os és a 2004-es Európa-bajnokságon, illetve az 1994-es és az 1998-as világbajnokságon.

## Sikerei, díjai
Levszki Szofija
- Bolgár bajnok (6): 1990–91, 1991–92, 1993–94, 2002–03, 2004–05, 2006–07
- Bolgár kupa (5): 1990–91, 1991–92, 1993–94, 2004–05, 2006–07
- Bolgár szuperkupa (2): 2005, 2007

Egyéni
- Az év bolgár labdarúgója (1): 2005